# Carlos Eurico da Costa
Carlos Eurico da Costa  (Viana do Castelo, 26 de julho de 1928 — Amadora, Lisboa, 13 de julho de 1998) foi um escritor surrealista português, com atividade destacada na área do jornalismo e na indústria da publicidade.

## Biografia
É filho do escritor e jornalista Severino Costa. Trabalhou nos jornais "Diário de Lisboa" e Diário Ilustrado (1956-) do qual viria a ser afastado num processo político que ficou famoso na história do jornalismo português. Colaborou em publicações como a Seara Nova, Árvore, Serpente, Diário de Notícias, etc. Teve intensa atividade como crítico cinematográfico e foi dirigente cineblubista.
O seu nome ficou ligado à história do Surrealismo português. Integrou, em 1949, com os desenhos "Grafoautografias" a primeira Exposição dos Surrealistas portugueses, com nomes como Henrique Risques Pereira, Mário Cesariny de Vasconcelos, Oom, F. J. Francisco, A. M. Lisboa, Mário Henrique Leiria, Fernando Alves dos Santos, Artur do Cruzeiro Seixas, Artur da Silva, A. P. Tomaz e Calvet. Em 1951, foi um dos protagonistas da rutura dentro do movimento surrealista português, ao subscrever a resposta a Alexandre O'Neill no panfleto coletivo Do Capítulo da Probidade.
Oposicionista ao Estado Novo, chegou a estar preso por motivos políticos enquanto cumpria serviço militar obrigatório. Manteve uma constante atitude de intervenção cívica, ligado aos meios oposicionistas à ditadura portuguesa. Foi membro da direção da Sociedade Portuguesa de Escritores e Secretário-Geral da Associação da Imprensa Diária. Entre muitas atividades na área do associativismo, foi fundador, em 1979, da Associação de Cooperação com as Nações Unidas em Portugal.
Desenvolveu destacada atividade profissional na área das relações públicas e da publicidade, com responsabilidades de direção na empresa CIESA-NCK e no grupo empresarial "Sociedade Nacional de Sabões".

## Obras publicadas
A sua obra poética está recolhida nos volumes
- Sete Poemas da Solenidade e um Requiem (Lisboa: Edições Árvore, 1952. Prólogo de Mário Cesariny de Vasconcelos: "A volta do filho prólogo"),
- Aventuras da Razão (Lisboa: Livraria Morais Editora, Col. "Círculo de Poesia", 1965),
- A Fulminada Imagem (Lisboa: Editorial Estampa, Col. "Poesia, Ensaio, Teatro". Prólogo de Alberto Ferreira, 1968), e
- A Cidade de Palagüin (Lisboa: & etc, 1979).

Organizou as antologias
- Doze Jovens Poetas Portugueses (Rio de Janeiro: Ministério da Educação e Saúde, 1953, de parceria com Alfredo Margarido) e
- Os Melhores Contos Fantásticos (Lisboa: Editora Arcádia, 1ª ed., 1959, 2ª ed., 1967).

A sua obra está incluída, entre outras, nas antologias
- Surreal-abjeccion (ismo) (Lisboa: Editorial Minotauro, 1963; reed., *Surreal-abjeccion (ismo). Lisboa: Edições Salamandra, s.f.),
- Antologia Surrealista do Cadáver Esquisito (Lisboa: Guimarães Editores, 1961; reed.,
- Antologia do Cadáver Esquisito. Lisboa, Assírio & Alvim, 1989),
- A Intervenção Surrealista (Lisboa: Ed. Ulisseia, 1966; reed.,
- A Intervenção Surrealista. Lisboa, Assírio & Alvim, 1997),
- O Surrealismo na Poesia Portuguesa (Lisboa: Publicações Europa-América, 1973),
- You are welcome to Elsinore (Santiago de Compostela, Edicións Laiovento, 1996),
- A Única Real Tradição Viva (Lisboa, Ed. Assírio & Alvim, 1998),
- Antologia da Poesia Portuguesa 1940-1977 (Lisboa: Moraes Editores, 1979, 1º vol.) e
- Antologia da Poesia Erótica (Lisboa: Universitária Editora, 1999).

Há uma antologia bilingue em português e espanhol da sua obra poética: A Cidade de Palagüin/La ciudad de Palagüin. Edición y traducción de Perfecto E. Cuadrado. Badajoz, Junta de Extremadura [Col. "La Estirpe de los Argonautas-Cuadernos de Poesía", nº 2], 2001.
Carlos Eurico da Costa dirigiu e coordenou o livro "A Caça em Portugal" (Ed. Estampa, Lisboa, 1963; 2ª edição, 1988, 3ª edição 1994)